# نانا كوفور
نانا كوفور (بالإنجليزية: Nana Kuffour) هو لاعب كرة قدم غاني في مركز الهجوم، ولد في 27 فبراير 1985 في Nyakrom ‏ في غانا. لعب مع ليبرتي بروفشنالز ‏.

## وصلات خارجية
- نانا كوفور على موقع الدوري الأمريكي (الإنجليزية)
- نانا كوفور على موقع قاعدة بيانات كرة القدم.إي يو (الإنجليزية)
- نانا كوفور على موقع Soccerway.com (الإنجليزية)
- نانا كوفور على موقع عالم كرة القدم.نت (الإنجليزية)